# Усть-Нера
Усть-Не́ра (рос. Усть-Нера; якут. Уус Ньара)  — селище міського типу на сході Якутії. Адміністративний центр і найбільший населений пункт Оймяконського улуса Якутії. Населення — 6,463 чол. (2010) 

В районі селища знаходиться гірничозбагачувальний золотовидобуваючий комбінат.

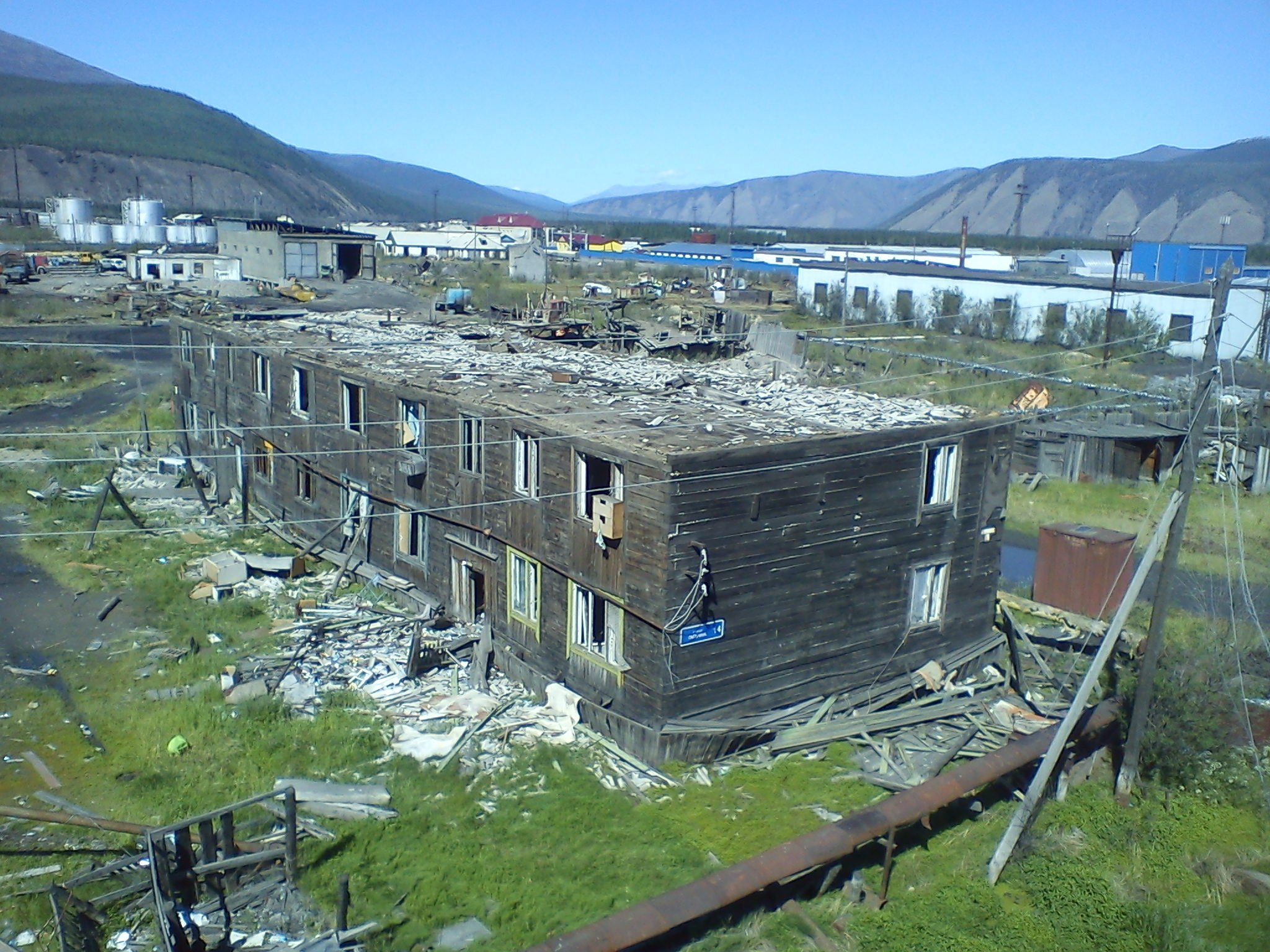

Населення в основному спеціалізується на видобутку золота.

## Географія
Селище розташовано при впадінні річки  річок Нера в Індигірку, від чого і здобуло свою назву. 
Усть-Нера розташована приблизно за 200 км на північ від села Оймякон, яке одне з двох місць у Республіці Саха (друге — Верхоянськ) претендує на звання північного полюса холоду , найхолоднішого місця в країні та північної півкулі.
На території району розташовані Тас-Кистабит, Силяпський хребет і плато Нера.

## Клімат
Усть-Нера має надзвичайно холодний субарктичний клімат (за класифікацією клімату Кеппена Dwd) з м’яким, вологим літом і суворо холодною сухою зимою.
| Клімат Усть-Нера                                    | Клімат Усть-Нера | Клімат Усть-Нера | Клімат Усть-Нера | Клімат Усть-Нера | Клімат Усть-Нера | Клімат Усть-Нера | Клімат Усть-Нера | Клімат Усть-Нера | Клімат Усть-Нера | Клімат Усть-Нера | Клімат Усть-Нера | Клімат Усть-Нера | Клімат Усть-Нера |
| Показник                                            | Січ.             | Лют.             | Бер.             | Квіт.            | Трав.            | Черв.            | Лип.             | Серп.            | Вер.             | Жовт.            | Лист.            | Груд.            |                  |
| Середній максимум, °C                               | −40,1            | −35,1            | −21,4            | −5,4             | 7,3              | 18,7             | 21,0             | 18,0             | 8,8              | −9,2             | −30,2            | −39,4            |                  |
| Середня температура, °C                             | −44              | −40,7            | −30,4            | −14,9            | 0,7              | 11,1             | 13,3             | 10,2             | 2,5              | −14,7            | −34,5            | −43              |                  |
| Середній мінімум, °C                                | −47,9            | −46,2            | −39,3            | −24,3            | −5,8             | 3,5              | 5,7              | 2,4              | −3,7             | −20,1            | −38,8            | −46,5            |                  |
| Норма опадів, мм                                    | 8                | 7                | 4                | 7                | 17               | 37               | 55               | 45               | 24               | 14               | 11               | 8                |                  |
| --------------------------------------------------- | ---------------- | ---------------- | ---------------- | ---------------- | ---------------- | ---------------- | ---------------- | ---------------- | ---------------- | ---------------- | ---------------- | ---------------- | ---------------- |
| Джерело: http://en.climate-data.org/location/28842/ |                  |                  |                  |                  |                  |                  |                  |                  |                  |                  |                  |                  |                  |

## Історія
Усть-Нера заснована в 1937 році за для видобутку і розвідки золота в Індигірському та Колимському районах. 
У радянські часи селище було базою для таборів примусової праці ГУЛАГу. 
В 1950 році Усть-Нера здобула статус селища міського типу 

## Економіка
Видобуток золота є основним заняттям. 
Колимське шосе продовжено на північний захід до Усть-Нери в 1937 році; ця дистанція зараз є основною трасою між Якутськом і Магаданом . 
Діє аеропорт Усть-Нера. 
Судноплавство Індигіркою обмежено порогами за 100 км нижче за течією.

## Уродженці
- Балда Ігор Іванович (1959—2015) — солдат Збройних сил України, учасник російсько-української війни.

## Джерело
- Оймяконський улус(рос.)

| Росія | Це незавершена стаття з географії Росії. Ви можете допомогти проєкту, виправивши або дописавши її. |